# Matiivka, Hoșcea
Matiivka (în ucraineană Матіївка) este un sat în comuna Maleatîn din raionul Hoșcea, regiunea Rivne, Ucraina.

## Demografie
Componența lingvistică a localității Matiivka
     Ucraineană (100%)
Conform recensământului din 2001, toată populația localității Matiivka era vorbitoare de ucraineană (100%).